# Litauen beim Eurovision Young Musicians
Übertragende Rundfunkanstalt

Erste Teilnahme
1994
Bisher letzte Teilnahme
1994
Anzahl der Teilnahmen
1
Höchste Platzierung
k. A.
Dieser Artikel befasst sich mit der Geschichte Litauens als Teilnehmer des Wettbewerbs Eurovision Young Musicians.

## Regelmäßigkeit der Teilnahme und Erfolg im Wettbewerb
Litauen nahm bisher einmal am Eurovision Young Musicians teil. 1994 wurde der Geiger Vilhelmas Čepinskis (* 1977) zum Wettbewerb entsandt, allerdings schied er bereits im Halbfinale aus.
Seitdem hat sich der zuständige Sender Lietuvos nacionalinis radijas ir televizija (LRT) nicht mehr zu einer Teilnahme geäußert.

## Liste der Beiträge
Farblegende: – 1. Platz. – 2. Platz. – 3. Platz. – ausgeschieden im Halbfinale/in der Qualifikation. – keine Teilnahme/nicht qualifiziert.
| Jahr                                                             | Interpret                | Instrument               | Stücke                           | Platz Finale             | Platz Halbfinale         | Nationale Vorentscheidung |
| ---------------------------------------------------------------- | ------------------------ | ------------------------ | -------------------------------- | ------------------------ | ------------------------ | ------------------------- |
| 1994                                                             | Vilhelmas Čepinskis      | Violine                  | Concerto No. 2 part 1 von Balsis | Ausgeschieden            | k. A. / 24               |                           |
| 1998 2000 2002 2004 2006 2008 2010 2012 2016 2018 2020 2022 2024 | Auf Teilnahme verzichtet | Auf Teilnahme verzichtet | Auf Teilnahme verzichtet         | Auf Teilnahme verzichtet | Auf Teilnahme verzichtet | Auf Teilnahme verzichtet  |